# 葛嬰
葛 嬰（かつ えい、? - 紀元前208年）は、秦代末期の陳勝・呉広の乱を起こした陳勝の部下。勝手に楚王を立てたために、陳勝に誅殺された。

## 生涯
符離に住んでいた。
二世元年（紀元前209年）7月、陳勝・呉広の乱が起こる。陳勝は将軍と称し、大沢郷を攻め落として、兵を収めてから、さらに蘄を攻め落とす。
この時、葛嬰は陳勝に命じられ、蘄より東を攻略した。
陳勝たちは陳を制圧し、陳勝は国号を張楚とし、王を名乗った。中国全土も騒乱状態になった。
また、陳勝は汝陰に住んでいた鄧宗に九江郡を攻略させる。
同年8月、葛嬰は九江郡を攻略し、東城に至ると、襄彊を立てて楚王とする。
同年9月、葛嬰は陳勝が王として立ったことを聞いたため、襄彊を殺す。葛嬰は、陳勝の元に戻って報告することにした。
二世二年（紀元前208年）10月、陳に至る。葛嬰は陳勝に誅殺された。
『三国志』呉志 諸葛瑾伝 が引く『風俗通』によると、葛嬰は功績があったのに、陳勝によって処刑されたため、前漢の文帝の代に葛嬰の子孫を捜し求められ、葛嬰の孫が諸県侯に封じられた。以降から葛氏は「諸葛氏」に改姓したとある。
佐竹靖彦は、「葛嬰が勝手に襄彊を楚王に擁立し、ついであっさり殺害したことは、陳渉（陳勝）集団の性格を考える際の手がかりとなる。経緯から見て、当初、葛嬰が襄彊擁立を陳渉集団の目的にそむくものと考えていなかったことはほぼ確実である。このことは、陳渉と呉広が蘄県の大沢郷で「右を袒ぎ、大楚と称し」たのが、大楚国の建国の宣言ではなかったことを示している。もし、この時点で大楚国が建国されていたのなら、葛嬰が陳渉の命を受けることなく、襄彊を擁立することはあり得ないからである。（中略）葛嬰による襄彊擁立は、政治的集団としての陳渉集団の未熟さを露呈した。しかも襄彊を殺害した葛嬰を、さらに陳渉が誅殺したことは、「国のために死ぬ」というかれらの情熱が急速に冷めていくきっかけの一つとなった」と評している。

## 後裔
朝鮮半島の漆原諸氏の遠祖とされる。

## 史料
- 『史記』
- 佐竹靖彦、『劉邦』、中央公論新社、2005.2